# Corymbia clavigera
Corymbia clavigera är en myrtenväxtart som först beskrevs av Allan Cunningham och Johannes Conrad Schauer, och fick sitt nu gällande namn av Kenneth D. Hill och Lawrence Alexander Sidney Johnson. Corymbia clavigera ingår i släktet Corymbia och familjen myrtenväxter. Inga underarter finns listade i Catalogue of Life.